# EoT
EoT (Eclipse of Time) hrvatski je glazbeni sastav iz Karlovca osnovan 2015. godine. Glazbeni izričaj sastava odlikuje spoj punk rocka, heavy metala i pop glazbe. Sastav čine: Maja Kekas Kolarić (bas-gitara, vokal), Boris Kolarić (gitara, vokal) i Goran Glavač (bubnjevi, vokal).
Nakon osnivanja 2015. godine, bend je nastupao na festivalima, uključujući: Schengen Fest 2015., InMusic 2016. i Demo Fest Banja Luka 2016. Prvi studijski album „Defibrilacija” objavljen je 2017. godine za nezavisnu diskografsku kuću Spona, s kojeg su izdvojeni singlovi „Balkanska fiskultura”, „U čemu je bit”, „Bye bye”, „Defibrilacija” i „Nepravda”.
Godine 2018. EoT potpisuje za diskografsku kuću „Menart” te izdaje svoj drugi studijski album „Teorija Ludog Chovjeka”. Album je popraćen singlovima „Nažalost u pravu”, „Karma” i „Patnje mladog meteoropata”. U 2021. godini, EoT objavljuje božićni singl „Čestit Božić i sretna Nova godina” koji ulazi u HR Top 40 najslušanijih pjesama.
Treći studijski album „Novo normalno” (2023.) donosi deset pjesama koje se bave temama egzistencijalizma, ljubavi i životnih izazova. Album je producirala Maja Kolarić u vlastitom Hooligan Mauz Studiju, dok je miks i mastering odradio Henrik Larsson iz stockholmskog Deadmanaudio studija. Na albumu gostuju reper Fenksta i Krešimir Ćurić iz sastava Tight Grips.
EoT-ov glazbeni izričaj karakterizira fuzija različitih žanrova, od klasične glazbe do suvremenih pravaca 21. stoljeća. Njihov zvuk posebno se ističe kombinacijom punkrocka i heavy metala s pop elementima, čineći prepoznatljiv autorski potpis. Tekstovi se često bave društvenim temama, osobnim previranjima i egzistencijalnim pitanjima.
Imaju tradiciju izdavanja božićnih singlova, od kojih je „Čuješ li sve je bliže” (2023.) njihov četvrti po redu.
Maja i Boris brat su i sestra. Bili su paralelno članovi rock sastava Manntra od 2016. do 2021. godine, čiji član bio je i Marko Purišić (Baby Lasagna). Zajedno su svi kao članovi Manntre nastupili na Dori 2019. godine i osvojili 5. mjesto. EoT je bio predgrupa Baby Lasagni na koncertu na Šalati u Zagrebu u rujnu 2024. godine.
S pjesmom „Bye, bye, bye” nastupaju na Dori 2025. Nakon nastupa na Dori 2025. objavljuje prekid rada te se posvećuju nekim drugim projektima.

## Studijski albumi
- „Defibrilacija” (2017.)
- „Teorija Ludog Chovjeka” (2018.)
- „Novo normalno” (2023.)